# Марлон Ескаланте
Марлон Ескаланте Альварес (ісп. Marlon Escalante Álvarez; 19 лютого 1974, Сан-Кристобаль, Тачира) — венесуельський футбольний арбітр. Арбітр ФІФА з 2009 року. Інженер-будівельник за фахом.

## Кар'єра
У 2009 році він був призначений судити Юнацький кубок Південної Америки до 15 років, і в подальшому обслуговував обслуговував ряд міжнародних змагань, зокрема молодіжні чемпіонати Південної Америки 2011 року в Перу та 2013 року в Аргентині, відсудивши 4 і 3 матчі відповідно, а також юнацький (U-17) чемпіонати Південної Америки 2013 року, провівши 4 гри.
Також стабільно працював на клубному рівні, обслуговуючи матчі Кубка Лібертадорес та Південноамериканського кубка
Він також входив до заявки арбітрів на молодіжний чемпіонаті світу 2011 року і був там у кількох матчах четвертим арбітром.